# Harutiun Merdinian
Harutiun Merdinian –en armenio, Հարություն Մերդինյան– (Ereván, URSS, 16 de agosto de 1984) es un deportista armenio que compite en gimnasia artística, especialista en la prueba de caballo con arcos.
Ganó dos medallas de bronce en el Campeonato Mundial de Gimnasia Artística, en los años 2015 y 2022, y seis medallas en el Campeonato Europeo de Gimnasia Artística entre los años 2011 y 2022.
Participó en los Juegos Olímpicos de Río de Janeiro 2016, ocupando el séptimo lugar en su especialidad.

## Palmarés internacional
| Campeonato Mundial | Campeonato Mundial                      | Campeonato Mundial | Campeonato Mundial |
| Año                | Lugar                                   | Medalla            | Prueba             |
| ------------------ | --------------------------------------- | ------------------ | ------------------ |
| 2015               | Glasgow (Reino Unido)                   | Medalla de bronce  | Caballo con arcos  |
| 2022               | Liverpool (Reino Unido)                 | Medalla de bronce  | Caballo con arcos  |
| Campeonato Europeo |                                         |                    |                    |
| Año                | Lugar                                   | Medalla            | Prueba             |
| 2011               | Berlín (Alemania)                       | Medalla de bronce  | Caballo con arcos  |
| 2012               | Montpellier (Francia)Bruselas (Bélgica) | Medalla de bronce  | Caballo con arcos  |
| 2015               | Montpellier (Francia)                   | Medalla de plata   | Caballo con arcos  |
| 2016               | Berna (Suiza)                           | Medalla de oro     | Caballo con arcos  |
| 2019               | Szczecin (Polonia)                      | Medalla de bronce  | Caballo con arcos  |
| 2022               | Múnich (Alemania)                       | Medalla de oro     | Caballo con arcos  |